# Spiritus Domini (rivista)
Spiritus Domini è una rivista mensile cattolica italiana di spiritualità della Società delle divine vocazioni.
Fondata dal Santo don Giustino Russolillo come rivista Vocazionista, vide la prima pubblicazione nel maggio 1927. 
Il direttore responsabile della rivista e delle Edizioni Vocazioniste è dal 1º maggio 2008 don Sante Attanasio, S.D.V., membro della Congregazione Vocazionista del 1967.